# De Ruijter (bedrijf)

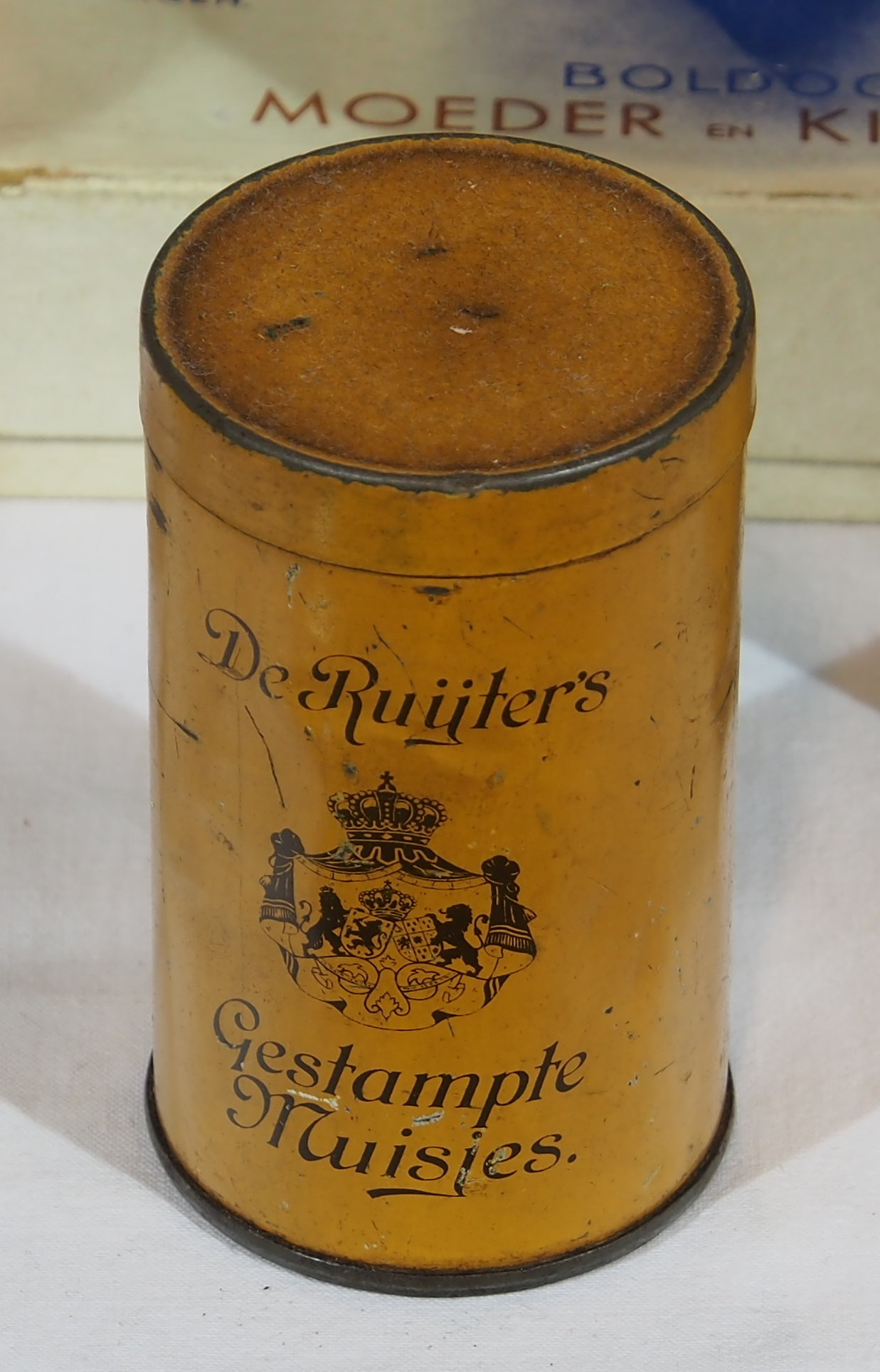
Oud blik met muisjes

Koninklijke De Ruijter is een producent van typisch Nederlands broodbeleg, zoals hagelslag, vruchtenhagel, muisjes, chocoladevlokken, anijshagel en gestampte muisjes. 

## Geschiedenis

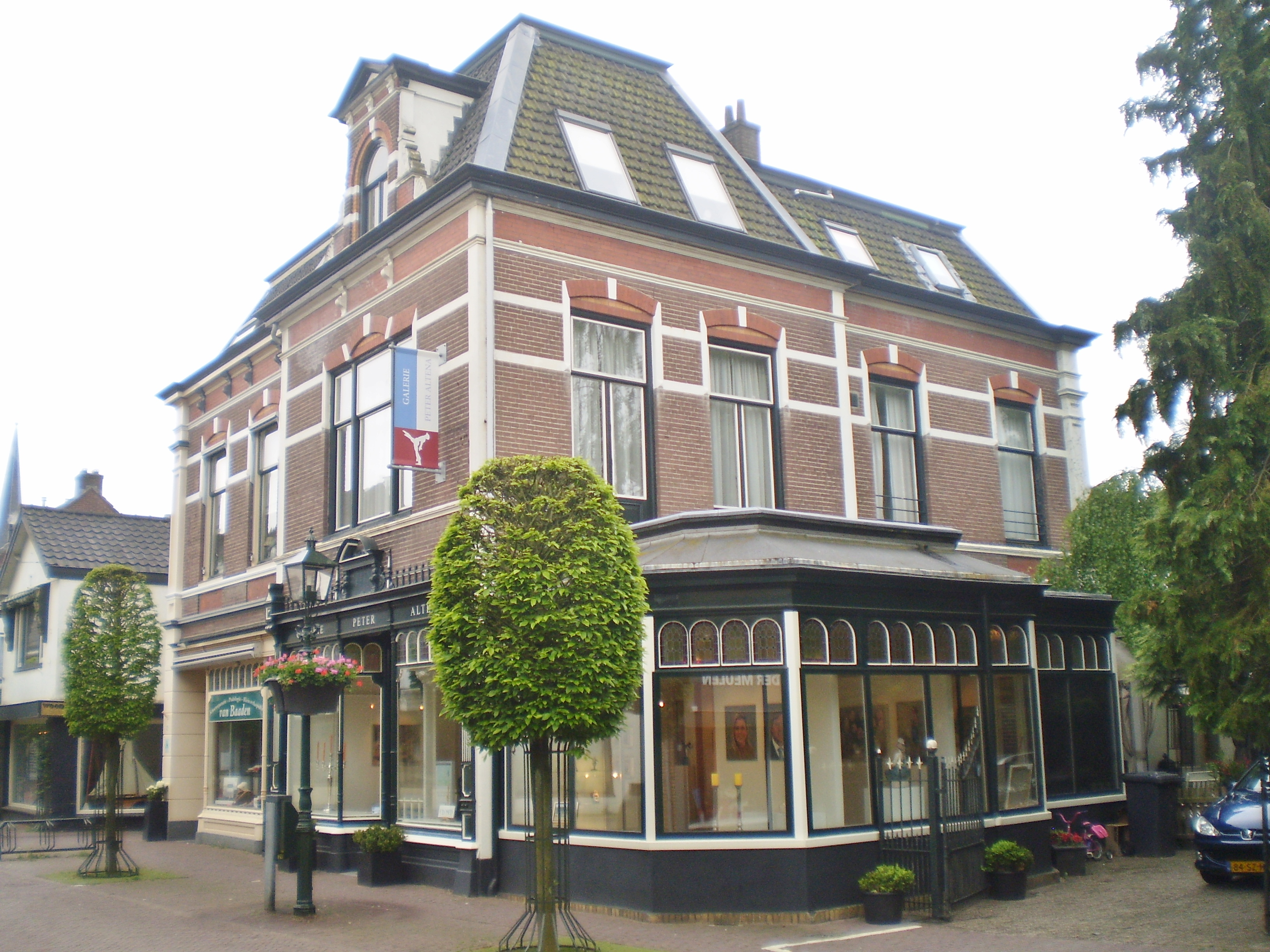
Brinkstraat 27 in Baarn waar De Ruijter gevestigd was

De Ruijter werd in 1860 opgericht door Cornelis Rutger de Ruijter (1836-1884). Hij opende een bakkerij in de Brinkstraat op nr. C108 te Baarn van waaruit hij geboortemuisjes verkocht.
In 1928 werd de fabriek uitgebreid en gevestigd op de D'Aulnis de Bourouilllaan in Baarn. Ook begon De Ruijter met de productie van anijsblokjes en vruchtenhagel. In 1946 kreeg het de eerste exportorder, De Ruijter leverde vruchtenhagel aan de Nederlandse soldaten in Nederlands-Indië. De Ruijter nam in 1955 chocoladefabriek Van Campen uit Alkmaar over en begon toen met de productie van chocoladevlokken. In 1957 werd chocoladefabriek Erven de Jong uit Wormerveer overgenomen en De Ruijter startte de productie van chocoladehagelslag.
In 1983 werd De Ruijter zelf overgenomen door CSM. De Ruijter voegde in 1990 Zwaardemaker (uit Maarssen) en Venz (uit Vaassen) toe aan zijn onderneming. In 2001 werd Koninklijke De Ruijter samen met Hak, Honig en nog enkele bedrijven door CSM verkocht aan Heinz. De Ruijter verhuisde in 2007 vanuit Baarn naar de productiefaciliteiten van Heinz in Utrecht. In 2015 nam Heinz de Amerikaanse concurrent Kraft Foods over en de combinatie is verder gegaan als de Kraft Heinz Company. De productielocatie in Utrecht is in 2016 verkocht aan Coflace Food.

## Hofleverancier
In 1883 benoemde koning Willem III De Ruijter tot hofleverancier. In 1985 kreeg de onderneming het predicaat Koninklijk ter gelegenheid van het 125-jarig bestaan.

## Trivia
- Bij de geboorte van prinses Beatrix in 1938 bood Cornelis de Ruijter een reuzenblik met muisjes aan.